# Venezuela aux Jeux olympiques d'été de 2020
Le Venezuela participe aux Jeux olympiques de 2020 à Tokyo au Japon. Il s'agit de sa 19e participation à des Jeux d'été.

## Médaillés
| Sport      | Discipline          | Athlète(s)    | Performance | Date     |
| ---------- | ------------------- | ------------- | ----------- | -------- |
| Athlétisme | Triple saut féminin | Yulimar Rojas | 15,67 m WR  | 1er août |

| Sport         | Discipline             | Athlète(s)          | Performance  | Date       |
| ------------- | ---------------------- | ------------------- | ------------ | ---------- |
| Haltérophilie | Moins de 73 kg hommes  | Julio Mayora        | 346 kg       | 28 juillet |
| Haltérophilie | Moins de 96 kg hommes  | Keydomar Vallenilla | 387 kg       | 31 juillet |
| Cyclisme      | BMX freestyle masculin | Daniel Dhers        | 92,05 points | 1er août   |

| Sport         |   |   |   | Total |
| ------------- | - | - | - | ----- |
| Athlétisme    | 1 | 0 | 0 | 1     |
| Cyclisme      | 0 | 1 | 0 | 1     |
| Haltérophilie | 0 | 2 | 0 | 2     |
| Total         | 1 | 3 | 0 | 4     |

| Jour       |   |   |   | Total |
| ---------- | - | - | - | ----- |
| 28 juillet | 0 | 1 | 0 | 1     |
| 31 juillet | 0 | 1 | 0 | 1     |
| 1er août   | 1 | 1 | 0 | 2     |
| Total      | 1 | 3 | 0 | 4     |

| Sexe   |   |   |   | Total |
| ------ | - | - | - | ----- |
| Femmes | 1 | 0 | 0 | 1     |
| Hommes | 0 | 3 | 0 | 3     |
| Total  | 1 | 3 | 0 | 4     |

## Athlètes engagés
| Sport         | Hommes | Femmes | Total |
| ------------- | ------ | ------ | ----- |
| Athlétisme    | 0      | 4      | 4     |
| Aviron        | 2      | 0      | 2     |
| Boxe          | 2      | 1      | 3     |
| Cyclisme      | 2      | 0      | 2     |
| Escrime       | 2      | 0      | 2     |
| Golf          | 1      | 0      | 1     |
| Haltérophilie | 2      | 2      | 4     |
| Judo          | 0      | 3      | 3     |
| Karaté        | 2      | 1      | 3     |
| Natation      | 2      | 2      | 4     |
| Plongeon      | 1      | 0      | 1     |
| Tir           | 1      | 0      | 1     |
| Voile         | 1      | 0      | 1     |
| Volley-ball   | 12     | 0      | 12    |
| Total         | 30     | 13     | 43    |

## Résultats

### Athlétisme
| Athlète          | Épreuve                   | Qualification | Qualification | Finale      | Finale                         |
| Athlète          | Épreuve                   | Performance   | Rang          | Performance | Rang                           |
| ---------------- | ------------------------- | ------------- | ------------- | ----------- | ------------------------------ |
| Robeilys Peinado | Saut à la perche féminin  | 4,55 m        | 1re           | 4,50 m      | 8e                             |
| Yulimar Rojas    | Triple saut féminin       | 14,77 m       | 1re           | 15,67 m WR  | Médaille d'or, Jeux olympiques |
| Ahymara Espinoza | Lancer du poids féminin   | 17,17 m       | 25e           | Éliminée    | Éliminée                       |
| Rosa Rodríguez   | Lancer du marteau féminin | 68,23 m       | 22e           | Éliminée    | Éliminée                       |

### Aviron
| Athlète                 | Compétition                          | Série         | Série | Repêchages   | Repêchages | Demi-finale | Demi-finale | Finale                 | Finale |
| Athlète                 | Compétition                          | Temps         | Rang  | Temps        | Rang       | Temps       | Rang        | Temps                  | Rang   |
| ----------------------- | ------------------------------------ | ------------- | ----- | ------------ | ---------- | ----------- | ----------- | ---------------------- | ------ |
| César Amaris José Güipe | Deux de couple poids légers masculin | 6 min 46 s 11 | 5e    | 7 min 1 s 46 | 5e         | Non disputé | Non disputé | Finale C 6 min 36 s 37 | 15e    |

### Boxe
| Athlète         | Catégorie                 | 1/16e de finale              | 1/8e de finale               | Quart de finale              | Demi-finale                  | Finale                       | Rang                         |
| Athlète         | Catégorie                 | Adversaire Résultat          | Adversaire Résultat          | Adversaire Résultat          | Adversaire Résultat          | Adversaire Résultat          | Rang                         |
| --------------- | ------------------------- | ---------------------------- | ---------------------------- | ---------------------------- | ---------------------------- | ---------------------------- | ---------------------------- |
| Yoel Finol      | Mouches hommes (-52 kg)   | Tanaka Défaite 0-5           | Éliminé                      | Éliminé                      | Éliminé                      | Éliminé                      | Éliminé                      |
| Gabriel Maestre | Welters hommes (-69 kg)   | Forfait avant la compétition | Forfait avant la compétition | Forfait avant la compétition | Forfait avant la compétition | Forfait avant la compétition | Forfait avant la compétition |
| Nalek Korbaj    | Mi-lourds hommes (-81 kg) | Houmri Défaite 2-3           | Éliminé                      | Éliminé                      | Éliminé                      | Éliminé                      | Éliminé                      |
| Irismar Cardozo | Mouches femmes (-51 kg)   | Sorrentino Défaite 0-5       | Éliminée                     | Éliminée                     | Éliminée                     | Éliminée                     | Éliminée                     |

### Cyclisme

#### BMX
| Athlète      | Compétition | Tour de classement | Tour de classement | Tour de classement | Tour de classement | Finale   | Finale   | Finale   | Finale                             |
| Athlète      | Compétition | Manche 1           | Manche 2           | Moyenne            | Rang               | Manche 1 | Manche 2 | Résultat | Rang                               |
| ------------ | ----------- | ------------------ | ------------------ | ------------------ | ------------------ | -------- | -------- | -------- | ---------------------------------- |
| Daniel Dhers | Hommes      | 84,20              | 86,00              | 85,10              | 3e                 | 90,10    | 92,05    | 92,05    | Médaille d'argent, Jeux olympiques |

#### Sur route
| Athlète      | Compétition     | Temps   | Rang    |
| ------------ | --------------- | ------- | ------- |
| Orluis Aular | Course en ligne | Abandon | Abandon |

### Escrime
| Athlète       | Compétition       | 1/32e de finale        | 1/16e de finale       | 1/8e de finale   | Quarts de finale | Demi-finale Classement 5-8 | Finale 3e place Classement 5e, 7e places | Rang |
| Athlète       | Compétition       | Adversaire Score       | Adversaire Score      | Adversaire Score | Adversaire Score | Adversaire Score           | Adversaire Score                         | Rang |
| ------------- | ----------------- | ---------------------- | --------------------- | ---------------- | ---------------- | -------------------------- | ---------------------------------------- | ---- |
| Rubén Limardo | Épée individuelle | Exempté                | Cannone Défaite 12-15 | Éliminé          | Éliminé          | Éliminé                    | Éliminé                                  | 18e  |
| José Quintero | Sabre individuel  | Yoshida Victoire 15-13 | Szilágyi Défaite 7-15 | Éliminé          | Éliminé          | Éliminé                    | Éliminé                                  | 32e  |

### Golf
| Athlète         | Compétition       | Scores | Scores | Scores | Scores | Total     | Rang |
| Athlète         | Compétition       | Jour 1 | Jour 2 | Jour 3 | Jour 4 | Total     | Rang |
| --------------- | ----------------- | ------ | ------ | ------ | ------ | --------- | ---- |
| Jhonattan Vegas | Épreuve masculine | 66     | 70     | 70     | 67     | 273 (-11) | T16  |

### Haltérophilie
| Athlète             | Compétition           | Arraché  | Arraché | Épaulé-jeté | Épaulé-jeté | Total  | Rang                               |
| Athlète             | Compétition           | Résultat | Rang    | Résultat    | Rang        | Total  | Rang                               |
| ------------------- | --------------------- | -------- | ------- | ----------- | ----------- | ------ | ---------------------------------- |
| Julio Mayora        | Moins de 73 kg hommes | 156 kg   | 2e      | 190 kg      | 2e          | 346 kg | Médaille d'argent, Jeux olympiques |
| Keydomar Vallenilla | Moins de 96 kg hommes | 177 kg   | 2e      | 210 kg      | 2e          | 387 kg | Médaille d'argent, Jeux olympiques |
| Yusleidy Figueroa   | Moins de 59 kg femmes | 91 kg    | 7e      | 115 kg      | 5e          | 206 kg | 6e                                 |
| Naryury Pérez       | Moins de 87 kg femmes | 112 kg   | 4e      | 130 kg      | 8e          | 242 kg | 7e                                 |

### Judo
| Athlète            | Compétition           | 1er tour                    | 2e tour                            | Quart de finale           | Demi-finale         | Repêchage                     | Finale                            | Rang     |
| Athlète            | Compétition           | Adversaire Résultat         | Adversaire Résultat                | Adversaire Résultat       | Adversaire Résultat | Adversaire Résultat           | Adversaire Résultat               | Rang     |
| ------------------ | --------------------- | --------------------------- | ---------------------------------- | ------------------------- | ------------------- | ----------------------------- | --------------------------------- | -------- |
| Anriquelis Barrios | Moins de 63 kg femmes | Davydova Victoire 010-000   | del Toro Carvajal Victoire 010-000 | Trstenjak Défaite 001-010 | Non qualifiée       | Ozdoba-Błach Victoire 001-000 | Beauchemin-Pinard Défaite 000-001 | 5e       |
| Elvismar Rodríguez | Moins de 70 kg femmes | Scoccimarro Défaite 000-001 | Éliminée                           | Éliminée                  | Éliminée            | Éliminée                      | Éliminée                          | Éliminée |
| Karen León         | Moins de 78 kg femmes | Sampaio Défaite 000-010     | Éliminée                           | Éliminée                  | Éliminée            | Éliminée                      | Éliminée                          | Éliminée |

### Karaté
| Athlète          | Compétition           | Tour de qualification  | Tour de qualification    | Tour de qualification | Tour de qualification  | Tour de qualification | Demi-finale         | Finale              | Rang     |
| Athlète          | Compétition           | Match 1                | Match 2                  | Match 3               | Match 4                | Place                 | Demi-finale         | Finale              | Rang     |
| Athlète          | Compétition           | Adversaire Résultat    | Adversaire Résultat      | Adversaire Résultat   | Adversaire Résultat    | Place                 | Adversaire Résultat | Adversaire Résultat | Rang     |
| ---------------- | --------------------- | ---------------------- | ------------------------ | --------------------- | ---------------------- | --------------------- | ------------------- | ------------------- | -------- |
| Andrés Madera    | Moins de 67 kg hommes | Kalniņš Défaite 2-4    | Derafshipour Défaite 3-9 | Da Costa Défaite 0-2  | Al-Masatfa Défaite 1-4 | 5e                    | Éliminé             | Éliminé             | Éliminé  |
| Claudymar Garcés | Moins de 61 kg femmes | Heurtault Victoire 8-0 | Yin Défaite 0-2          | Çoban Défaite 2-6     | Someya Victoire 8-5    | 2e                    | Éliminée            | Éliminée            | Éliminée |

### Natation
| Athlète        | Épreuve                    | Série         | Série       | Demi-finale | Demi-finale | Finale           | Finale   |
| Athlète        | Épreuve                    | Temps         | Rang        | Temps       | Rang        | Temps            | Rang     |
| -------------- | -------------------------- | ------------- | ----------- | ----------- | ----------- | ---------------- | -------- |
| Alberto Mestre | 50 m nage libre masculin   | 21 s 96       | 14e         | 22 s 22     | 15e         | Éliminé          | Éliminé  |
| Alberto Mestre | 100 m nage libre masculin  | 49 s 44       | 33e         | Éliminé     | Éliminé     | Éliminé          | Éliminé  |
| Alfonso Mestre | 400 m nage libre masculin  | 3 min 47 s 14 | 16e         | Non disputé | Non disputé | Éliminé          | Éliminé  |
| Alfonso Mestre | 800 m nage libre masculin  | 7 min 52 s 7  | 15e         | Non disputé | Non disputé | Éliminé          | Éliminé  |
| Jeserik Pinto  | 50 m nage libre féminin    | 25 s 65       | 32e         | Non disputé | Non disputé | Éliminée         | Éliminée |
| Jeserik Pinto  | 100 m nage libre féminin   | 1 min 0 s 60  | 29e         | Éliminée    | Éliminée    | Éliminée         | Éliminée |
| Paola Pérez    | 10 km en eau libre féminin | Non disputé   | Non disputé | Non disputé | Non disputé | 2 h 5 min 45 s 0 | 20e      |

### Plongeon
| Athlète     | Compétition                 | Éliminatoires | Éliminatoires | Demi-finale | Demi-finale | Finale  | Finale  |
| Athlète     | Compétition                 | Points        | Rang          | Points      | Rang        | Points  | Rang    |
| ----------- | --------------------------- | ------------- | ------------- | ----------- | ----------- | ------- | ------- |
| Óscar Ariza | Haut-vol à 10 mètres hommes | 327,05        | 22e           | Éliminé     | Éliminé     | Éliminé | Éliminé |

### Tir
| Athlète     | Compétition                  | Qualification | Qualification | Finale  | Finale  |
| Athlète     | Compétition                  | Points        | Rang          | Points  | Rang    |
| ----------- | ---------------------------- | ------------- | ------------- | ------- | ------- |
| Julio Iemma | Carabine à air comprimé 10 m | 618,3         | 43e           | Éliminé | Éliminé |
| Julio Iemma | Carabine à 50 m 3 positions  | 1 132         | 39e           | Éliminé | Éliminé |

### Voile
| Athlète     | Compétition | Régate | Régate | Régate | Régate | Régate | Régate | Régate | Régate | Régate | Régate | Régate | Total net | Rang final |
| Athlète     | Compétition | 1      | 2      | 3      | 4      | 5      | 6      | 7      | 8      | 9      | 10     | CM     | Total net | Rang final |
| ----------- | ----------- | ------ | ------ | ------ | ------ | ------ | ------ | ------ | ------ | ------ | ------ | ------ | --------- | ---------- |
| Andrés Lage | Finn hommes | 15     | 18     | 18     | 18     | 19     | 18     | 18     | 17     | 19     | 13     | EL     | 154       | 18e        |

### Volley-ball
| Compétition      | Phase de groupe   | Phase de groupe  | Phase de groupe     | Phase de groupe    | Phase de groupe    | Phase de groupe | Quart de finale  | Demi-finale      | Finale / 3e place | Finale / 3e place |
| Compétition      | Adversaire Score  | Adversaire Score | Adversaire Score    | Adversaire Score   | Adversaire Score   | Rang            | Adversaire Score | Adversaire Score | Adversaire Score  | Rang              |
| ---------------- | ----------------- | ---------------- | ------------------- | ------------------ | ------------------ | --------------- | ---------------- | ---------------- | ----------------- | ----------------- |
| Tournoi masculin | Japon Défaite 0-3 | Iran Défaite 0-3 | Pologne Défaite 1-3 | Canada Défaite 0-3 | Italie Défaite 0-3 | 6e              | Éliminés         | Éliminés         | Éliminés          | Éliminés          |